# کروندال
کروندال (به انگلیسی: Crondall) یک روستا و محله مدنی در بریتانیا است که در Hart واقع شده‌است. کروندال ۱٬۷۷۰ نفر جمعیت دارد.